# 常安橋

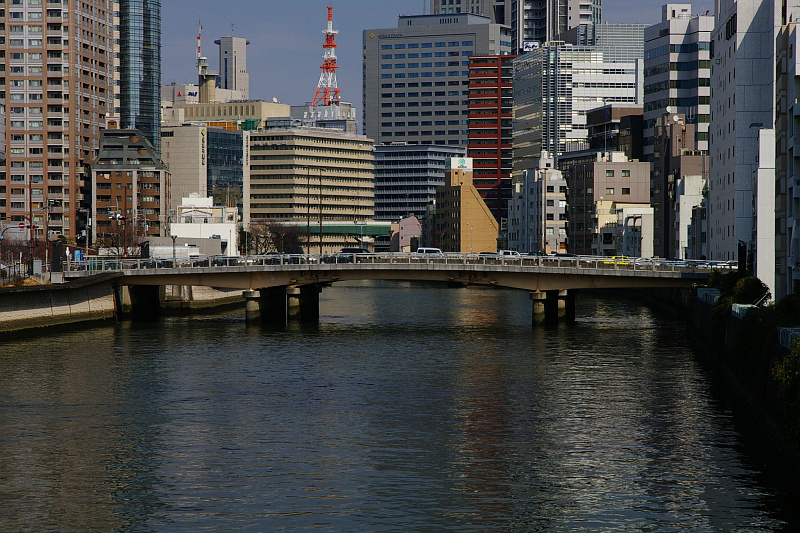
常安橋

常安橋（じょうあんばし）は、大阪府大阪市の土佐堀川に架かるなにわ筋の橋。
大阪市北区中之島4丁目・5丁目と西区土佐堀1丁目・2丁目の間を結んでいる。

## 歴史
橋名は中之島の開発に尽力した大坂屈指の豪商・淀屋常安に因む。北詰付近は開発期に常安請所となっていた場所で、のちに常安町・常安裏町という町名になった。また、南詰の土佐堀で現在の田辺三菱製薬を創業した薬種商・田邊屋五兵衛に因み、田辺屋橋とも俗称された。
- 1929年（昭和4年）現在の橋・上流側が架橋される（施工（株）大阪鉄工所）。
- 1969年（昭和44年）現在の橋・下流側が架橋される。

## 仕様
- プレートガーダー 鋼橋。

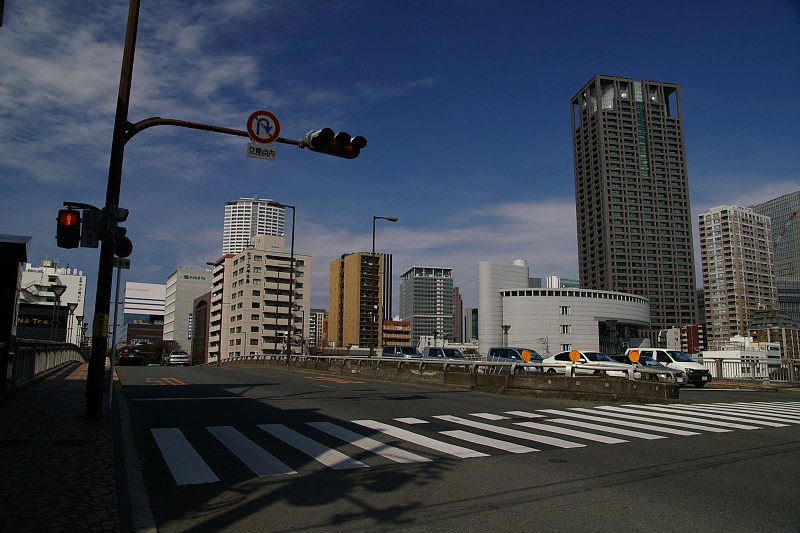
常安橋

- 橋長69.8m（上流側）・69.0m（下流側）、幅12.25m（上流側・下流側）。
- 中央部の径間は29.7m。

## 周辺情報
- 筑前橋（土佐堀川 1つ上流の橋）
- 越中橋（土佐堀川 1つ下流の橋）
- 中之島
- 大阪市立科学館
- 国立国際美術館
- 大阪市立扇町高等学校（閉校）
- 大阪YMCA会館
- 江戸堀センタービル